# Molophilus diceros
Molophilus diceros är en tvåvingeart som beskrevs av Alexander 1944. Molophilus diceros ingår i släktet Molophilus och familjen småharkrankar. Inga underarter finns listade i Catalogue of Life.